# Lissonota leucoscelis
Lissonota leucoscelis är en stekelart som beskrevs av Henry Keith Townes, Jr. 1978. Lissonota leucoscelis ingår i släktet Lissonota och familjen brokparasitsteklar. Utöver nominatformen finns också underarten L. l. colorata.